# Gátor

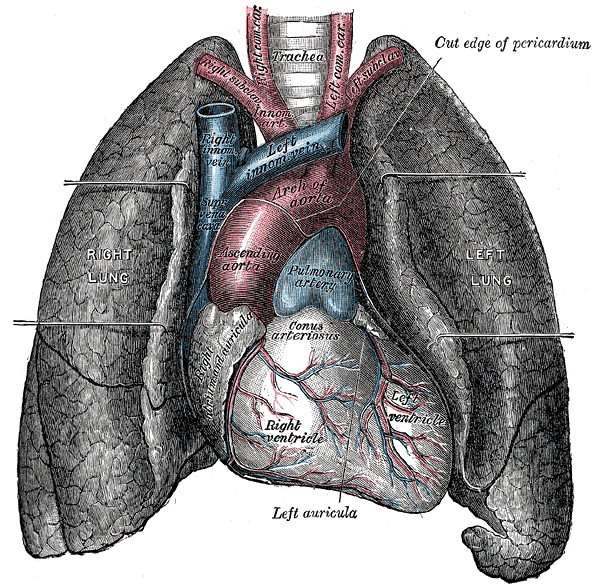
Mediastinum cardiacum és supracardiacum elölnézete

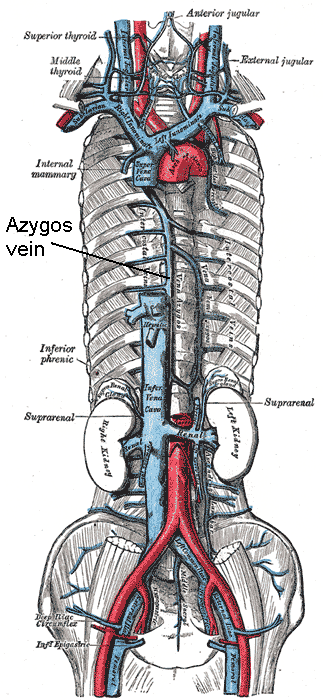
Hátsó testfal képletei

A gátor (mediastinum) a mellhártya két, jórészt sagittalis (a szimmetriasíkkal párhuzamos), belső fali lemeze közötti tér, amelyben fontos szervek, így a szív és a nagy erek, a tüdőkapun be- és kilépő, és a nyakról a hasüregbe futó képletek helyezkednek el. Fönt nincs éles határa a nyak felé, lent a rekesz, elöl a szegycsont, hátul a gerinc határolja.
A szív saját, savós hártyával bélelt burkában (pericardium) helyezkedik el, a többi képződmény laza rostos kötőszövetbe van beágyazva.

## Részei
A gátort a tüdőgyökér elülső (mediastinum anterius) és hátsó (mediastinum posterius) részre osztja.
Pontosítás: A mediastinum két részre osztható: felső (mediastinum superius) és alsó (mediastinum inferius). A felső rész az első négy torakális csigolya előtt található, illetve közvetlenül a szegycsont (sternum) mögött. Itt helyezkedik el gyerekeknél a thymus (csecsemőmirigy) és annak maradványai (felnőtt korban), v. brachiocephalica dexter et sinister, v. cava superior, n. phrenicus, truncus brachiocephalicus, a. carotis communis sinistra, plexus cardiacus, nn. vagii, trachea, esophagus, n. laryngeus recurrens, és az arcus aortae. Az alsó rész (mediastinum inferius) még három részre osztható: Mediastinum medius, mediastinum anterius és mediastinum posterius. A mediastinum mediusban található a pericardium, cor, corona cordis, az aorta ascendens, a truncus pulmonalis valamint a v. cava superior pericardiummal borított része, a bronchus principalis dexter et sinister, és a radix pulmonalis dexter et sinister. A mediastinum anteriusban: nyirokcsomók (pericard). A mediastinum posteriusban: aorta thoracica, esophagus, v. azygos, v. hemiazygos, ductus thoracicus, n. splanchnicus.

## Elülső rész
A gátor elülső alsó részét a szív foglalja el (mediastinum cardiacum), a fölötte lévő részben (mediastinum supracardiacum) a szegycsont mögött, elölről hátrafelé, egymás mögötti „rétegekben” helyezkednek el a következő képződmények a csecsemőmirigy (thymus), a nagy vénák (a vena cava superior) a két (vena brachiocephalica) összeömléséből, mely utóbbiak a kulcscsont alatti (vena subclavia) és a belső nyaki véna (vena jugularis interna) összeömlésével a vénaszögletnél (angulus venosus) jönnek létre. A vénaszögletnél szájadzanak be a nagy nyirokértörzsek jobb oldalon a (truncus lymphaticus dexter), bal oldalon a (ductus thoracicus). A kulcscsont alatti vénák mögött lép be a rekesz jobb és bal oldali idege (nervus phrenicus). A nagy verőerek az aortaív és ágai (a rövid kar-feji törzs, bal oldali közös fejverőér, bal oldali kulcscsont alatti verőér). Mögöttük van légcső (trachea) és kettéágazása (bifurcatio).

## Hátsó rész
A gátor hátsó része viszonylag egységes tér. Ebben találhatók a leszálló aorta mellkasi szakasza, a nyelőcső a kétoldali bolygóideggel (nervus vagus) [X.]. A (vena hemiazygos; bal oldalon) és (vena azygos; jobb oldalon) (a nervus splanchnicus minor, és nervus splanchnicus minor) kíséretében. A mellvezeték (ductus thoracicus). Leghátul, már a fali mellhártya lemezével borítva a szimpatikus dúclánc (truncus sympathicus).